# Franz Gruber
Conrad Franz Xaver Gruber, född 25 november 1787 i Unterweitzberg vid Hochburg-Ach, död 7 juni 1863 i Hallein, Österrike, var en  österrikisk skollärare och organist, i bland annat Oberndorf och Hallein. Han finns representerad i Den svenska psalmboken 1986 med tonsättningen till Stilla natt, heliga natt (nr 114).

## Biografi

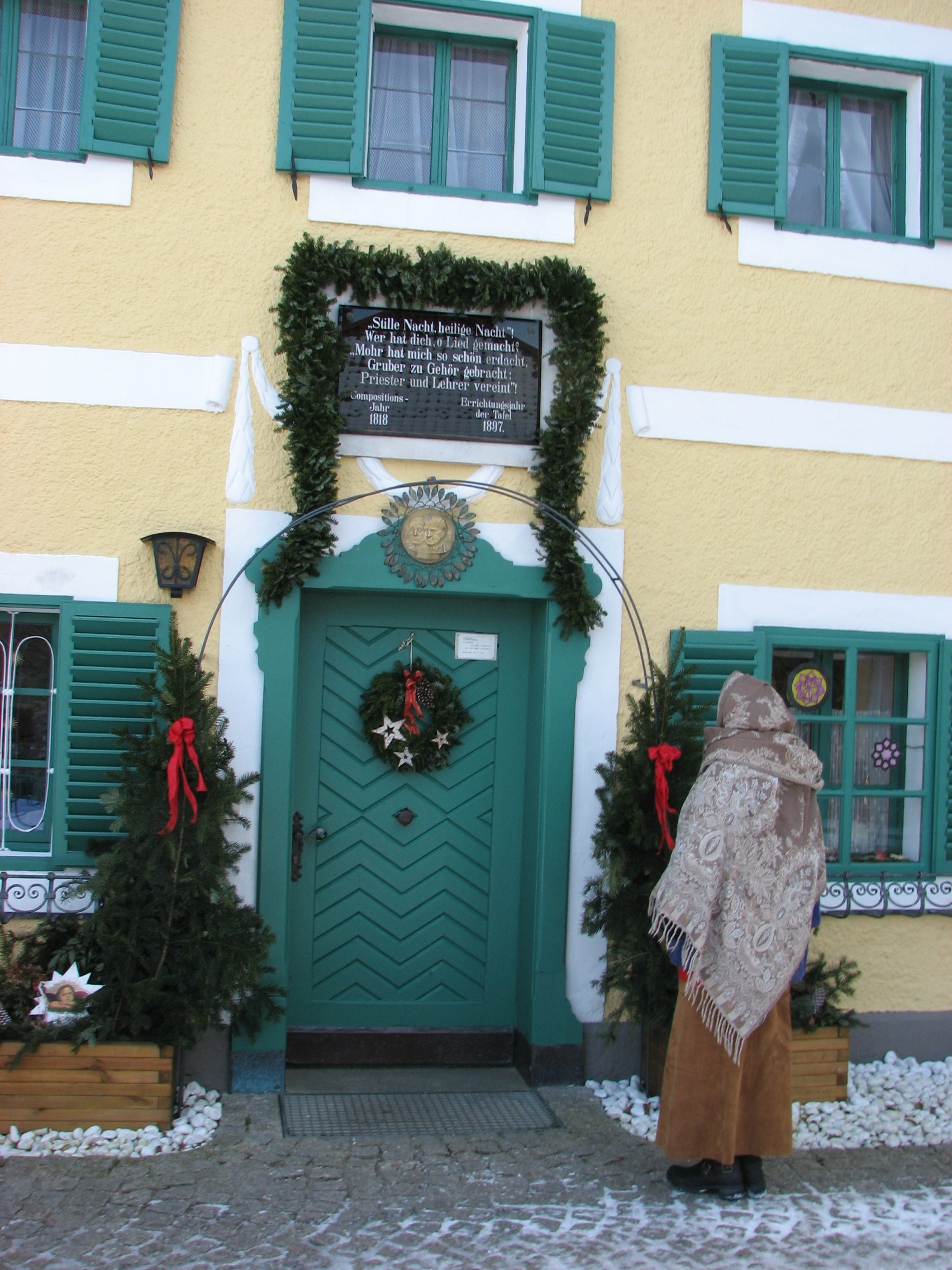
Skolhuset i Arnsberg där Gruber verkade som lärare.

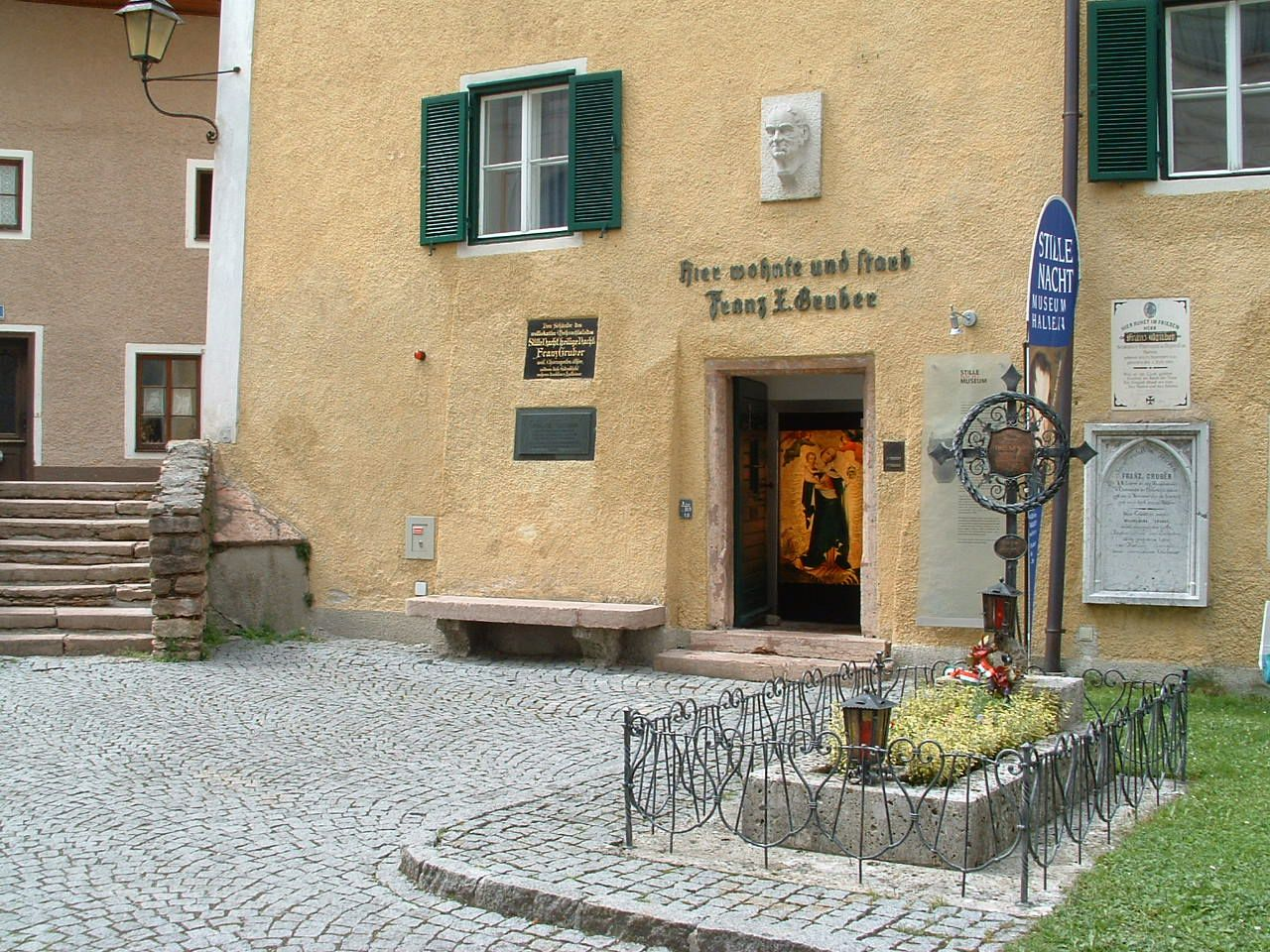
Grubers grav och bostad i Hallein, det nuvarande Stilla natt-museet.

Conrad Franz Xaver Gruber föddes i Steinpoldsölde, huset Unterweitzberg nr. 9. Han var son till en vävare och förväntades ursprungligen ta över sin fars hantverk. Skolläraren Andreas Peterlechner upptäckte dock tidigt Franz Xavers musikaliska begåvning och övertygade hans far om att låta honom studera vid lärarseminarium, som då ställde höga krav på musikalisk förmåga. Redan 1805 påbörjade Franz Xaver sin musikaliska utbildning hos organisten Georg Hartdobler i Burghausen, året därpå avslutade han sin lärarutbildning i Ried im Innkreis och tog sin examen där och i Salzburg. Efter utbildningen genomförde han det år som hjälplärare som då krävdes, vilket han tillbringade hos sin mentor och lärare Andreas Peterlechner i Hochburg-Ach, innan han 12 november 1807 anställdes som lärare i Arnsdorf. Han gifte sig med klockaränkan Elisabeth Fischinger, som hade två barn sedan tidigare, och fick två gemensamma barn med henne. För att förbättra sin ekonomi och i hopp om att senare kunna överta lärartjänsten i Oberndorf, arbetade han mellan 1816 och 1829 extra som kantor i Nikolaikyrkan i Oberndorf. Han kunde därmed på brukligt sätt kombinera sysslorna som skollärare, kantor och klockare.
Arnsdorfs skola är idag den äldsta skolan i Österrike som fortfarande är i bruk, och klockarbostaden vid kyrkan fungerar idag som museum.
Gruber är främst känd som tonsättare till den världskända juldikten av hjälpprästen Joseph Mohr, Stilla natt, heliga natt, som han första gången framförde på julafton 1818 i Nikolaikyrkan i Oberndorf, med Joseph Mohr på gitarr. Senade arrangerade han även psalmen för orgel. Gruber och Mohr skrev senare ytterligare psalmer tillsammans.
Efter att hustrun Elisabeth avlidit 1825, gifte Gruber 1826 om sig med Maria Breitfuss från Arnsdorf, som tio år tidigare varit hans elev. Paret fick tio barn tillsammans. Av Grubers totalt tolv biologiska barn överlevde endast fyra: Franz Xaver (född 27 november 1826 i Lamprechtshausen; död 18 april 1871 i Hallein), Elisabeth (född 1 november 1832 i Berndorf; död 31 mars 1902 i Hallein), Amalie (född 9 juni 1834 i Berndorf; död 2 maj 1871 i Hallein) och Felix (född 18 maj 1840, död 11 januari 1884 i Hallein). Franz Xaver och Felix var också musikaliskt aktiva och Franz Xaver grundade 1849 Halleins Liedertafel, som fortfarande är aktiv.
Gruber blev lärare i närbelägna Berndorf 1829 och 1833 körledare i staden Hallein. Efter hustrun Marias död gifte Gruber om sig en tredje gång 1842 med Katharina Rieser. 1863 avled han som framstående medlem av Halleins borgerskap.
Grubers grav nära Halleins församlingskyrka är idag den enda kvarvarande graven från den gamla kyrkogården som övergavs 1882.

## Psalmer
- Stilla natt, heliga natt (1986 nr 114) tonsatt 1818.